# Швагер, Ишааяху
Ишаая́ху Шва́гер (ивр. ישעיהו שווגר‎; 10 февраля 1946, Польша — 31 августа 2000, Израиль) — израильский футболист, играл на позиции защитника. Участник чемпионата мира 1970 года.

## Биография

### Клубная карьера
Швагер всю карьеру играл за «Маккаби» из Хайфы и отыграл за эту команду 14 сезонов. Всего за «Маккаби» сыграл 360 матчей в чемпионате страны.

### Карьера в сборной
В составе сборной Израиля принимал участие на олимпийском футбольном турнире 1968 годае, где сыграл в матчах группового этапа со сборными Ганы (5:3) и Сальвадора (3:1), а также в 1/4 финальном матче со сборной Болгарии (1:1), проигранному по жребию.
На чемпионате мира 1970 года Швагер был основным игроком и сыграл в трёх матчах группового этапа со сборными Уругвая (0:2), Швеции (1:1) и Италии (0:0). Всего за сборную Израиля сыграл 37 матчей, в которых не забил ни одного гола.

### Смерть и память
Скончался 31 августа 2000 года в возрасте 54 лет.
В июле 2020 года Городской совет Хайфы принял решение назвать одну из улиц города в честь Швагера в память о его спортивных заслугах.